# Église Saint-Jérôme de Toulouse
L'église du Sanctuaire Saint-Jérôme (ancienne chapelle des Pénitents bleus), rue du Lieutenant-Colonel-Pélissier (ancienne rue des Pénitents bleus), est une église construite par la Compagnie royale des Pénitents bleus de Toulouse. Elle a été édifiée au XVIIe siècle par l'architecte Pierre Levesville sous Louis XIII, premier roi de France membre de la confrérie. Les Pénitents bleus firent appel aux meilleurs artistes de Toulouse pour décorer leur chapelle, qui n'eut pas trop à souffrir de la Révolution française.

## Histoire
La première assemblée de la confrérie se tient le 29 septembre 1575 dans la chapelle du collège Saint-Martial de Toulouse (à l'emplacement actuel du Grand Hôtel de l'Opéra). Elle s'installe dans l'année de sa fondation au pré Montardy (dont l'actuelle rue Montardy perpétue le souvenir), dans une église inoccupée appartenant aux religieux de Saint-Antoine de Vienne (actuelle salle Osète, à l'angle de la rue Saint-Antoine-du-T, contre la bibliothèque Duranti) et qu'ils dédient à saint Jérôme. Mais les propriétaires réclament leur bien : il faut donc songer à déménager. Ils entreprennent la construction d'une nouvelle église en 1614 dont la construction dure jusqu'en 1617. Pierre Hurault, architecte du roi, prête 3 000 livres à la confrérie pour financer la nouvelle église. Parmi les signataires des contrats on trouve le nom de Jacques Lemercier qui avait été envoyé à Toulouse en 1613 pour prendre des mesures pour l'achèvement du Pont-Neuf. Un arrêt du conseil du roi du 11 septembre 1620 oblige les pénitents bleus à rendre le bâtiment aux précédents propriétaires, ce qu'ils font en 1626 après avoir fait construire l'église Saint-Jérôme.
La nouvelle chapelle est édifiée à partir de 1622 par l'architecte Pierre Levesville. La première pierre est posée par l'évêque de Pamiers, Mgr d'Esparbès de Lussan, au nom du roi Louis XIII. Le gros œuvre de la chapelle est terminé en 1626. Il ne reste plus qu'à en réaliser les ornements. La décoration de la voûte ayant été prévue en même temps que la décision de la construction de la chapelle, elle est probablement terminée au début de 1627 quand la confrérie quitte l'ancienne chapelle Saint-Jérôme, restituée aux religieux de Saint-Antoine de Vienne, pour s'installer dans son « esglise à neuf bastie ».
Pendant la Révolution, la confrérie ayant été dissoute en 1792, la chapelle devint un temple décadaire dédié aux cérémonies de l'Être Suprême, puis église paroissiale en 1801 sous le nom d'église Saint-Jérôme, qu'elle porte encore de nos jours dans le sanctuaire Saint-Jérôme depuis 2016.
Lorsque la chapelle devient une église paroissiale en 1805, l'architecte de la ville de Toulouse, Jacques-Pascal Virebent est chargé d'adapter le lieu à sa nouvelle fonction. Il faut agrandir la chapelle. L'architecte choisit, pour conserver l'essentiel du plan originel, d'abattre le mur de séparation entre la chapelle et le lieu de réunion des confrères, et de placer le maître-autel dans l'ancienne salle de réunion des confrères. Il plaça au-dessus de l'autel le tableau de Guillaume Lethière, "L'allégorie de la Croix" (1788). Les deux rotondes sont alors couvertes par des coupoles en plâtre sur lattis. Il construit un petit clocher hexagonal entre les deux rotondes, côté rue.
Jean-Louis Ajon réalise après 1805 la chaire à prêcher sur un dessin de Jacques-Pascal Virebent. Deux cénotaphes sont posés en mémoire de François Lucas et de Bernard Lange sur la partie droite de la nef, et  de Jacques-Pascal Virebent en 1834-1835 du côté gauche.
En 1857-1858, l'architecte Henri Bach (1815-1899) fait continuer dans le chœur une décoration semblable à celle de la nef. Le sculpteur toulousain Mathieu y réalise des bas-reliefs historiés. Les fausses coupoles sont décorées de peintures de Céroni et Justin Pibou, qui ont aujourd'hui disparu. Les vitraux sont réalisés par Paul Chalon.
L'église est classée au titre des monuments historiques en 1980.

## Description

### L’intérieur
L’église est orientée d’ouest en est, avec : sur son flanc nord la chapelle du Bon secours et sur son flanc sud la chapelle du Très Saint Sacrement, la sacristie et la chapelle de Saint-Joseph.
La nef et le chœur
Les orgues
L'église possède un orgue de tribune et un orgue de chœur.
Les chapelles
- La chapelle Notre Dame de Bon Secours, située à gauche de la nef centrale, a été entièrement restaurée en 2009 par l'association pour la sauvegarde du patrimoine de l'église St Jérôme (dorure des éléments du retable, boiseries, grilles des fonts baptismaux, restauration de la statue de ND de Bon Secours, création d'un autel, de deux lustres en polychromie et changement de six vitraux).
- La chapelle du Très Saint Sacrement, se situe à droite de la nef.
- La chapelle de Saint Joseph, sur le même côté, lui fait suite.

Le Passage
L'église a la particularité d'offrir une double entrée par la rue du Lieutenant-Colonel-Pélissier et par la rue de la Pomme. Elles sont reliées à l'église par une galerie dite "Passage Saint-Jérôme" qui permet, par de nombreuses vitrines, de voir des éléments d'arts ecclésiastique. Dont un ostensoir-reliquaire en vermeil du XIXe, des enluminures de Jean Bourdichon.

## Galerie

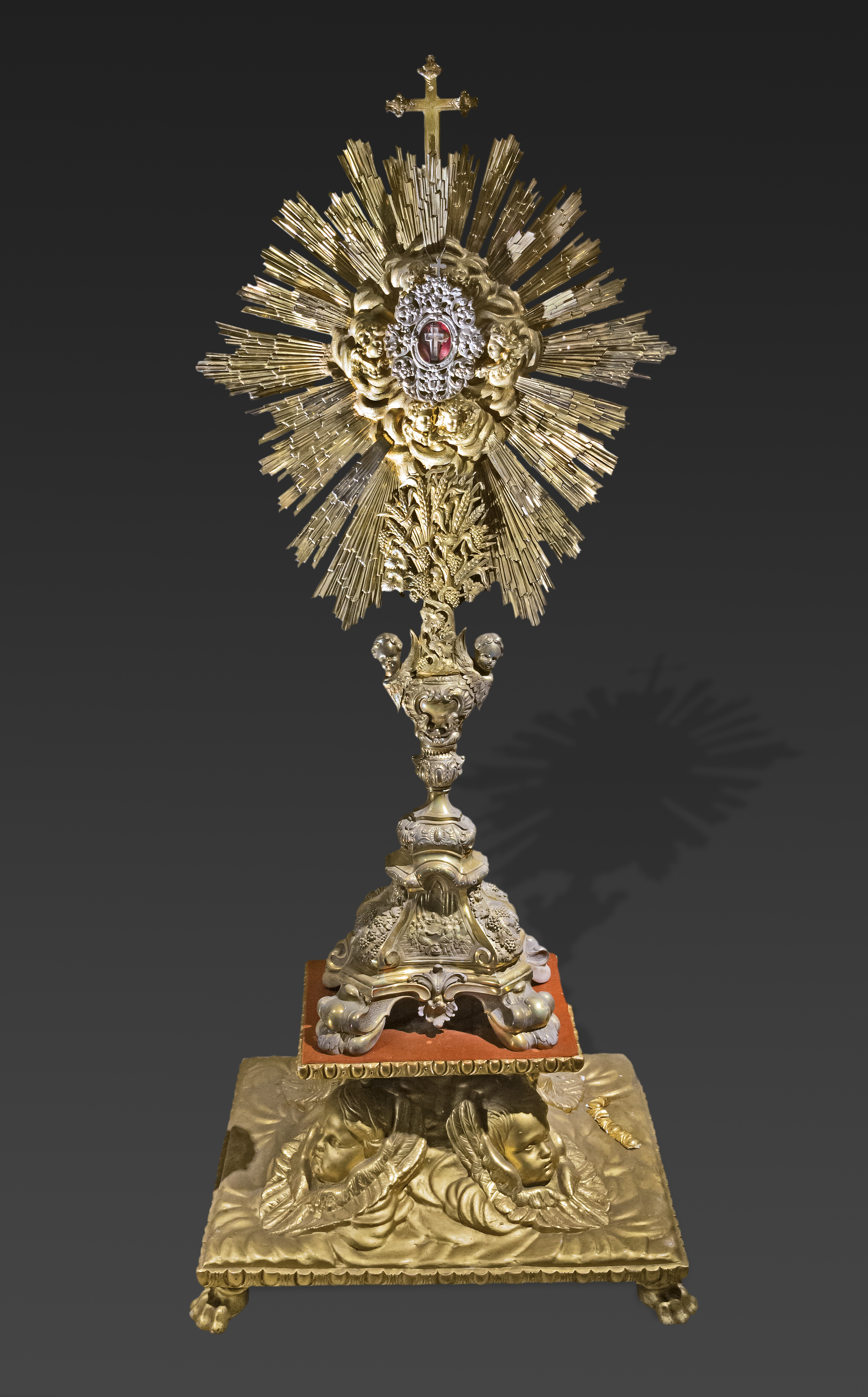
Ostensoir reliquaire de la Vraie Croix du "Passage Saint-Jérôme"
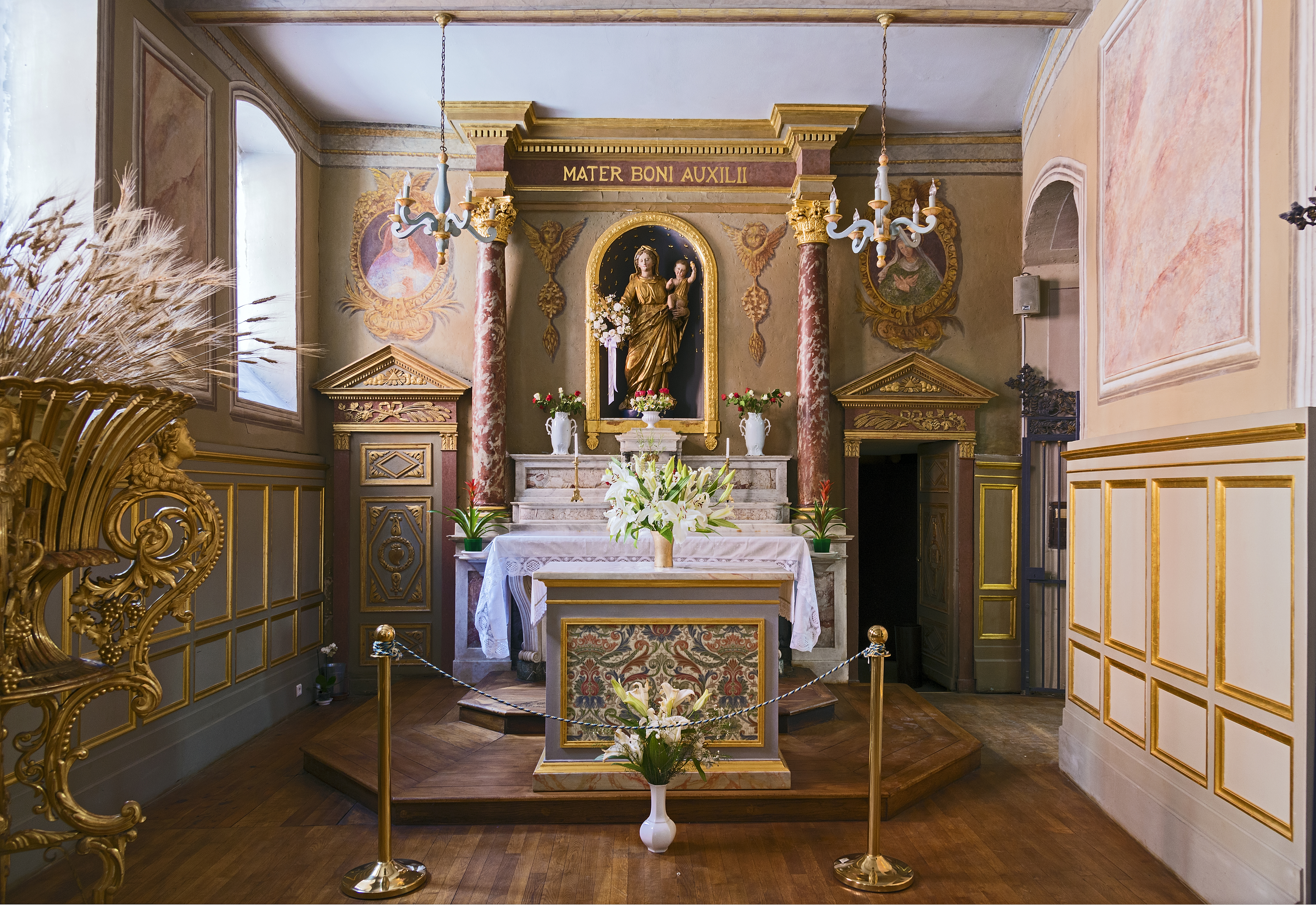
Chapelle Notre Dame du Bon Secours
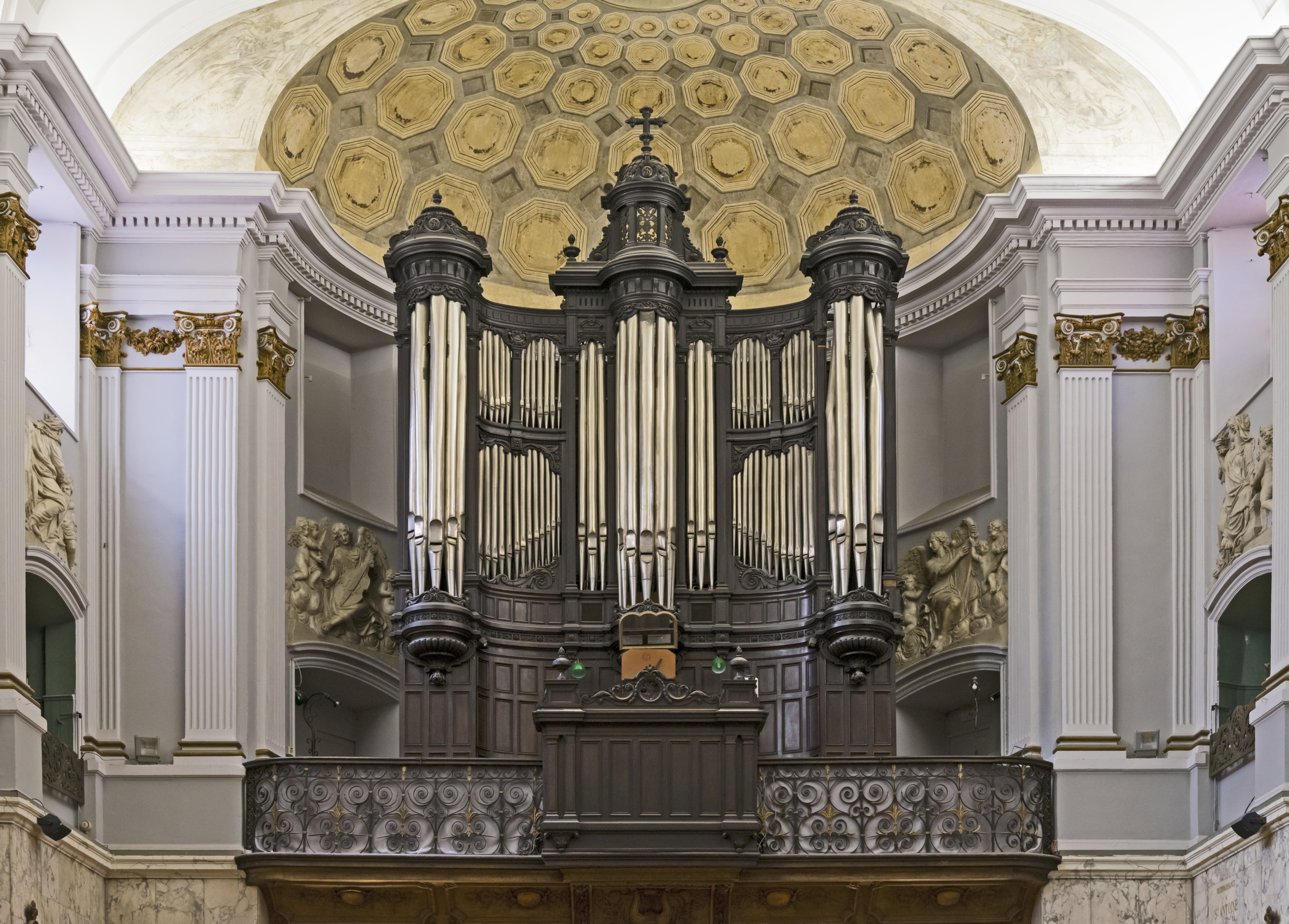
Orgue de tribune
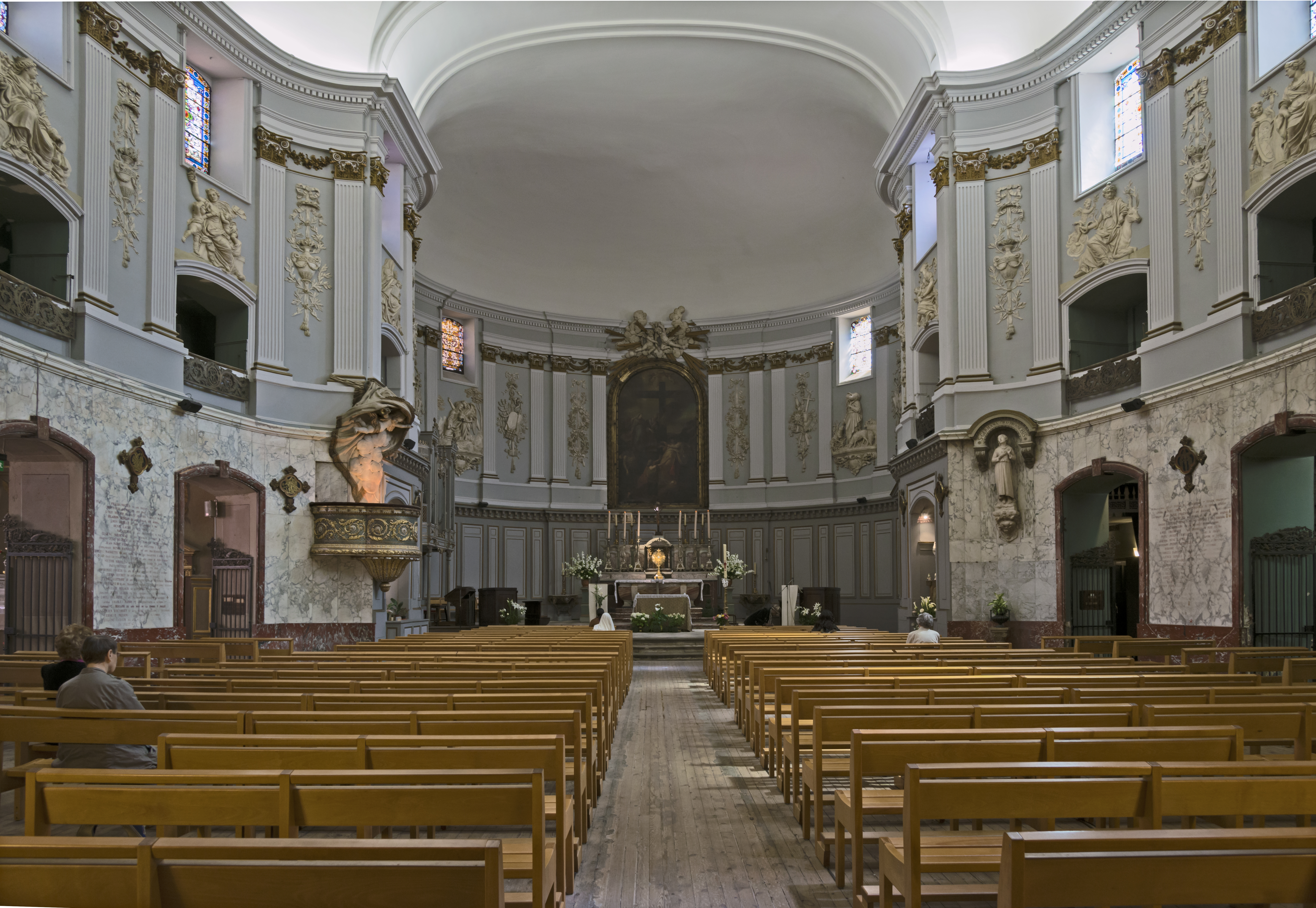
La nef et le chœur
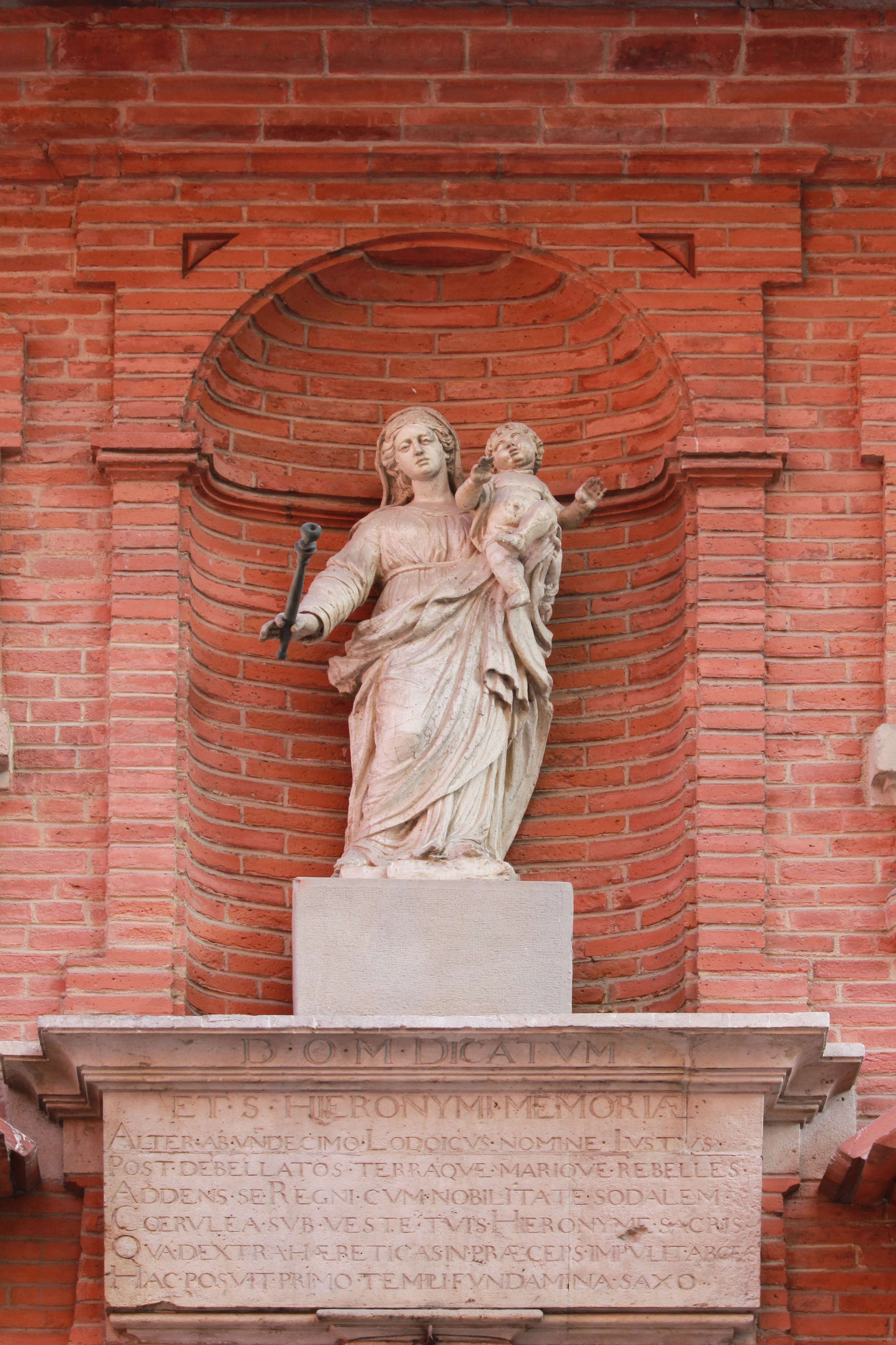
Vierge à l'Enfant